# 'Til Death Do Us Part
'Til Death Do Us Part é uma telenovela filipina produzida e exibida pela ABS-CBN, cuja transmissão ocorreu em 2005.

## Elenco
- Kristine Hermosa - Ysabel
- Diether Ocampo - Manuel
- Dominic Ochoa - Drew
- Asia Agcaoili - Roxanne
- Shaina Magdayao - Darling
- John Lapus - Dash